# (2039) Payne-Gaposchkin
(2039) Payne-Gaposchkin (1974 CA) ist ein Asteroid des Hauptgürtels, der am 14. Februar 1974 vom Harvard-College-Observatorium (Observatorium der Harvard University in Cambridge (Massachusetts)) am Oak-Ridge-Observatorium entdeckt wurde. Seine Entdecker waren Richard Eugene McCrosky, Cheng-yuan Shao, G. Schwartz und J. H. Bulger, die auch von anderen unterstützt wurden.

## Benennung
Der Asteroid wurde nach Cecilia Payne-Gaposchkin (1900–1979) benannt. Cecilia Payne-Gaposchkin arbeitete ab 1923 als Astronomin und ab 1956 als Professor für Astronomie im Harvard-College. Ab 1962 war sie Mitarbeiterin des Smithsonian Astrophysical Observatory.